# Джайлс, Бернард
Бернард Джайлс (англ. Bernard Giles; 9 апреля 1953) — американский серийный убийца, совершивший с сентября по ноябрь 1973 года серию из 5 убийств девушек и женщин, сопряжённых с изнасилованиями в городе Тайтусвилл, штат Флорида. Свою вину Джайлс полностью признал, на основании чего в 1974 году был осуждён и приговорён к нескольким срокам в виде пожизненного лишения свободы.

## Биография
Бернард Юджин Джайлс родился 9 апреля 1953 года в городе Тайтусвилл, штат Флорида. Кроме него, в семье было ещё трое детей. Родители Джайлса вели законопослушный образ жизни, не имели проблем с законом и вредных привычек, отрицательно влияющих на быт, здоровье детей и благосостояние семьи в целом, благодаря чему детство и взросление Бернарда прошло в социально-благополучной обстановке без психотравмирующих ситуаций и последствий. Большинство из его друзей и знакомых того периода характеризовали его крайне положительно. Бернард посещал школу «Titusville High School», где увлекался изобразительным искусством. На этом поприще в школьные годы он достиг определённых успехов, но вскоре потерял интерес к учёбе. Из-за хронических прогулов и неуспеваемости он был вынужден бросить школу в 16 лет, после чего освоил профессию электрика и начал трудовую карьеру. В 1972 году он женился на 17-летней Лесли Джо Энн, которая в июле 1973 года родила ему дочь.

## Преступления
В качестве жертв Бернард Джайлс выбирал молодых девушек, путешествующих автостопом. После того как ему удавалось заманить жертв в свой автомобиль, он отвозил их в район апельсиновых рощ, где под угрозой оружия подвергал изнасилованию, после чего убивал. С сентября по ноябрь 1973 года жертвами Джайлса стали 18-летняя Нэнси Джерри, которая пропала без вести 26 сентября 1973 года и была найдена застреленной в голову 10 декабря того же года; 22-летняя Пола Хамрик, которая пропала без вести 17 ноября и которая была обнаружена задушенной 25 ноября того же года, 17-летняя Кэролайн Беннетт, скелетированные останки которой были найдены 25 декабря 1973 года; 14-летняя Шэрон Уилмерс, которую он убил в ноябре 1973 года и останки которой были найдены 26 декабря того же года, и 14-летняя Кристи Мелтон.

## Арест
10 декабря 1973 года Бернард Джайлз посадил в свой автомобиль двух автостопщиц — несовершеннолетних девочек, после чего отвёз их в лесистую местность Тайтусвилла, где совершил на них попытку нападения, в ходе которой жертвы оказали яростное сопротивление, вследствие чего Джайлс попытался их застрелить, однако из-за неисправности пистолета и многократных осечек девушки сумели сбежать. Они обратились в полицию, где предоставили описание внешности Джайлса, внешнего вида его автомобиля и назвали его имя, которое прочитали на документах во время поездки в салоне его автомобиля, на основании чего Джайлс был арестован на следующий день — 11 декабря. Во время ареста, в ходе обыска и осмотра его автомобиля у него был изъят пистолет 22-го калибра, после чего ему были предъявлены обвинения в нападении и попытке изнасилования. После ареста Джайлс стал проверяться на причастность к исчезновению более 11 девушек, которые были объявлены пропавшими без вести начиная с августа 1973 года, и попал в число подозреваемых в совершении ряда убийств, однако в январе местонахождение большинства девушек из списка пропавших без вести было установлено, благодаря чему с Бернарда Джайлса подозрения были сняты

## Суд
В ходе расследования судебно-баллистическая экспертиза подтвердила факт того, что Нэнси Джерри была действительно убита из пистолета, принадлежащего Бернарду Джайлсу, на основании чего ему были предъявлены обвинения в убийстве Джерри. Джайлс настаивал на своей невиновности, в начале 1974 года его адвокаты подали ходатайство на проведение судебно-медицинской экспертизы, которое было удовлетворено. Весной в отношении него были проведены две независимые друг от друга судебно-медицинские экспертизы, которые не выявили никаких психических заболеваний или отклонений, на основании чего 27 марта 1974 года он был признан вменяемым, а дата судебного процесса была назначена на 29 апреля того же года.
Прокуратура округа Бревард заявила, что в случае осуждения Джайлса будет добиваться для него уголовного наказания в виде смертной казни на электрическом стуле. Не выдержав морального давления, 25 апреля 1974 года, незадолго до открытия судебного процесса Джайлс заключил со следствием соглашение о признании вины. Он признался в совершении убийства 22-летней Полы Хамрик, а во время судебного процесса 27 июля дал признательные показания и признал себя виновным в убийстве остальных трех девушек, совершении ряда нападений на девушек и попыток убийств. Бернард Джайлс вынужденно признал, что начиная с 6-летнего возраста испытывал склонность к насилию, вследствие чего в детстве предпочитал играть в игры, непосредственным элементом которых являлась имитация убийства другого участника игр. Так он заявил, что получал удовольствие от имитации удушения подруги детства, которая исполняла роль ведьмы в одной из игр, что было подтверждено рядом из его знакомых того периода. Согласно его показаниям, первые попытки нападений на девушек он начал совершать в 1969 году, после того как бросил школу, но они оказались неудачными. На основании условий соглашения о признании вины Джайлс избежал смертной казни. 13 августа 1974 года суд признал его виновным в инкриминируемых ему действиях, после чего он получил в качестве уголовного наказания несколько сроков в виде пожизненного лишения свободы.

## В заключении
После осуждения Джайлс был этапирован для отбытия наказания в тюрьму Florida State Prison, расположенную в округе Брадфорд. В октябре 1979 года Джайлс совместно с двумя другими заключенными совершил побег. С помощью нескольких самодельных, кустарно изготовленных дымовых шашек Джайлс и его сообщники сумели отвлечь внимание сторожевых собак и персонала охраны тюрьмы, после чего в течение нескольких минут с помощью слесарных инструментов сумели проделать небольшую брешь в нескольких рядах проволочного заграждения учреждения, через которую покинули территорию тюрьмы. В ходе розыскных мероприятий полиция выставила засаду возле дома его бывшей жены вследствие получения информации о том, что Джайлс совершил побег с целью похищения своей дочери у своей бывшей жены, но Бернард Джайлс был обнаружен на расстоянии 5 миль от территории тюрьмы всего через 26 часов после совершения побега и задержан. Впоследствии он был осуждён и получил в качестве наказания дополнительные 15 лет лишения свободы.
Все последующие годы жизни Бернард Джайлс провёл в разных пенитенциарных учреждениях штата Флорида. В 2019-м году он получил вторую волну известности, после того как его в тюрьме посетил известный британский журналист и телеведущий Пирс Морган с целью взять у него интервью для телепередачи.